# Tilbury Juxta Clare
Tilbury Juxta Clare is een civil parish in het bestuurlijke gebied Braintree, in het Engelse graafschap Essex.